# Helhesten (blad)
 For alternative betydninger, se Helhesten. (Se også artikler, som begynder med Helhesten)
Helhesten, kunstblad som udkom ni gange i perioden 1941 og 1944 med seks enkeltnumre og tre dobbeltnumre.
Bladets artikler dækkede primært den spontane abstrakte kunst med medfølgende diskussioner og blev redigeret af arkitekten Robert Dahlmann Olsen.
De fleste skribenter kom fra kunstnergruppen Helhesten og omfattede blandt andet Asger Jorn, Ejler Bille, Henry Heerup og Carl-Henning Pedersen. Forfatter Ole Sarvig skrev også artikler til bladet. 

## Ekstern henvisning
Kunstbladet Helhesten Arkiveret 11. marts 2007 hos  Wayback Machine
| Anime eller manga | Spire Denne artikel om medie og kommunikation er en spire som bør udbygges. Du er velkommen til at hjælpe Wikipedia ved at udvide den. |